# Bun’ichirō Abe
Bun’ichirō Abe (japanisch 阿部 文一朗 Abe Bun’ichirō; * 2. April 1985 in der Präfektur Shizuoka) ist ein ehemaliger japanischer Fußballspieler.

## Karriere
Abe erlernte das Fußballspielen in der Jugendmannschaft von Shimizu S-Pulse. Seinen ersten Vertrag unterschrieb er 2004 bei den Shimizu S-Pulse. Der Verein spielte in der höchsten Liga des Landes, der J1 League. Für den Verein absolvierte er drei Erstligaspiele. 2005 wechselte er zum Zweitligisten Sagan Tosu. Für den Verein absolvierte er 11 Ligaspiele. Ende 2005 beendete er seine Karriere als Fußballspieler.